# Zypriotische Meisterschaft im Straßenrennen der Männer

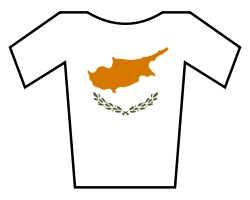
Meistertrikot Zyperns

Die Zypriotische Meisterschaft im Straßenrennen der Männer  ist ein jährlich ausgetragener Wettbewerb im Straßenradsport, der als Eintagesrennen stattfindet und bei dem der nationale Meister Zyperns ermittelt wird. Ausrichter ist der zypriotische Radsportverband. Die Sieger erhalten jeweils ein spezielles Meistertrikot.

## Sieger
- 2001 Alexis Charalambous
- 2002 Nikos Dimitriou
- 2003–2006 nicht ausgetragen
- 2007 Christos Kythraiotis
- 2008 Demetris Araouzos
- 2009 Vassilis Adamou
- 2010 Vassilis Adamou
- 2011 Marios Athanasiadis
- 2012 Vassilis Adamou
- 2013 Marios Athanasiadis
- 2014 Armanto Archimandritis
- 2015 Michael Christodoulos
- 2016 Armanto Archimandritis
- 2017 Alexandros Agrotis
- 2018 Alexandros Matsangos
- 2019 Andréas Miltiádis
- 2020 Andréas Miltiádis
- 2021 Andréas Miltiádis
- 2022 Andréas Miltiádis
- 2023 Alexandros Matsangos
- 2024 Andréas Miltiádis
- 2025 Andréas Miltiádis